# Psittacanthus calyculatus
Psittacanthus calyculatus là một loài thực vật có hoa trong họ Loranthaceae. Loài này được (DC.) G.Don miêu tả khoa học đầu tiên năm 1834.